# Paratubana webbi
Paratubana webbi är en insektsart som beskrevs av Rodney Ramiro Cavichioli 1989. Paratubana webbi ingår i släktet Paratubana och familjen dvärgstritar. Inga underarter finns listade i Catalogue of Life.